# EA-41
EA-41は1941年からフランスで開発された実験ロケットである。フランスで開発された最初の液体推進剤ロケットである。

## 設計と開発
第二次世界大戦前、砲兵士官のジャン＝ジャック・バールはロベール・エスノー＝ペルトリと共に"rocket shells."の名称で知られる対航空機兵器の開発を工廠の技術部門で行った。それらは1940年12月のドイツ軍の侵攻により一時中断して自由地域内で継続された。.
ガソリンと液体酸素をロケットの推進剤として使用する事に着目した。これにより25kgから100kgの弾頭を100kmに運搬できる事を確認した。自律推進エンジン1941年型を意味するEA-41の分類名称が与えられた。タンクは液体酸素が中心にある同心円状だった。計画は戦争省に提案され、1941年7月に22基が真の用途を秘匿するためにgazogénérateurs(ガス発生装置)の名称で発注された。
最初の地上試験は1941年11月15日にLarzac宿営地で秘密裏に実施され、次にリヨン近郊のFort Vanciaで実施された。これらの試験は1942年9月まで継続され、推定推力8 kNから10 kNのエンジンが開発された。飛行試験はアルジェリアで継続される予定だったが自由地域へのドイツの侵攻により1945年3月15日まで試験は秘密裏に進めなければならなかった 。4212計画の一環として1945年3月15日にRenardièreで実施された打ち上げ試験では長さ16mの発射装置から打ち上げられたロケットは打ち上げから5秒後に爆発したが、それはフランスで最初の液体式ロケットの打ち上げだった。翌日2回目の打ち上げも失敗した。7月6日に3機が打ち上げられ、部分的に成功して10kmから60km飛行した。最後の2機は1946年7月に打ち上げられて失敗した。

## 派生型
1946年に300kgの重量物を500から1000kmの距離に運ぶためにEA-46という名称の大型の派生型の開発が進められた。この派生型は当初の燃料のガソリンをエチルアルコールに換えて名称はEOLEになったが満足の出来るものではなかった。以後、フランスの液体燃料ロケットの開発はV2号の開発経験のあるドイツ人技術者を交えたチームが担うことになる。
EA-41の派生型はより高高度の気象観測を目的とした観測ロケットの計画でLRBAによってONM (気象局のために)"4209 調査"の名称で識別されたが 、この計画は失敗して速やかに放棄された。

### 文献
- Huon, William. Ariane, une épopée européenne. ISBN 978-2-7268-8709-7
- Institut français d'histoire de l'espace. Les débuts de la recherche spatiale française. Éditions Édite. ISBN 978-2-846-08215-0. IFHE